# دودمان هجدهم مصر

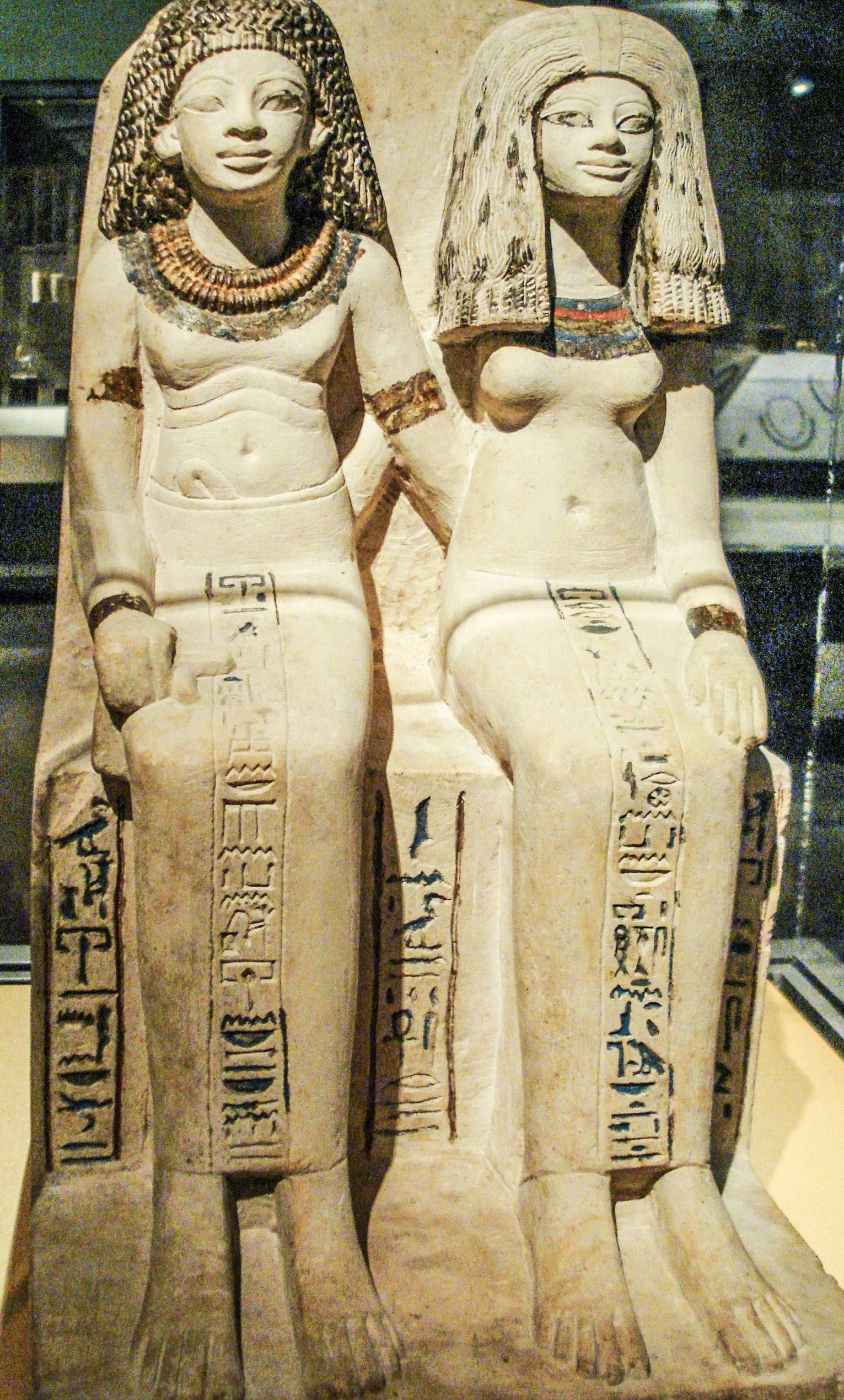
تندیس دوتایی نِبِسن و نِبِت‌تا مربوط به دودمان هجدهم

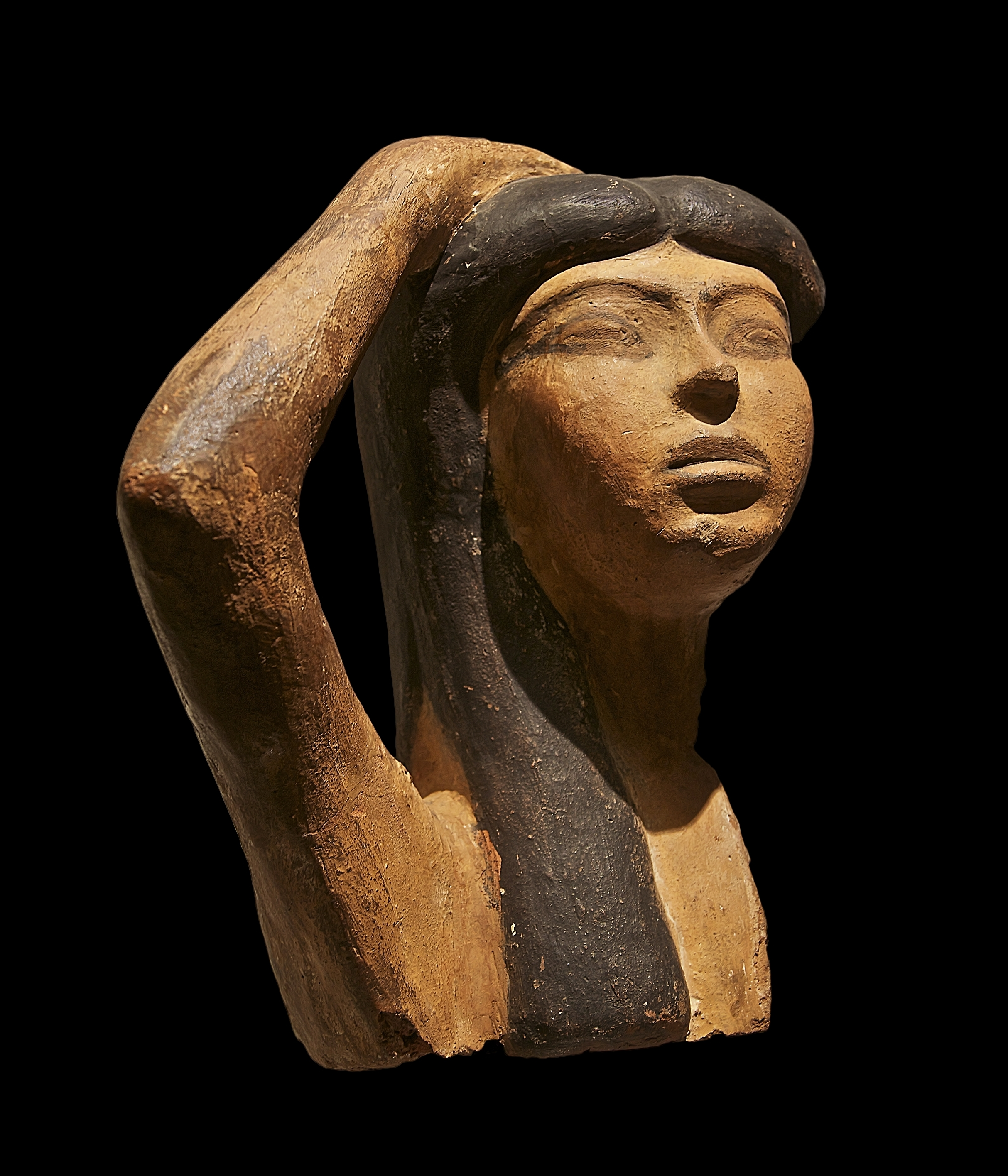
تندیسی متعلق به دودمان هجدهم مصر باستان از (احتمالاً) ایزیس در حین سوگواری برای ازیریس.

دودمان هجدهم مصر از جمله نامدارترین و شکوهمندترین دودمان‌های مصر باستان است که از سال ۱۵۴۹ پیش از میلاد آغاز شد و تا ۱۲۹۲ ادامه پیدا کرد. این دودمان بیشتر به خاطر ظهور پادشاهان بزرگ و قدرتمندی چون تحوتموس سوم (۱۴۲۵–۱۴۷۹ پ. م)، آمنهوتپ سوم (۱۳۵۰–۱۳۸۸ پ. م) و آخناتون (۱۳۳۴–۱۳۵۱ پ. م) و نیز شهبانوی پرنفوذ و نیرومند مصری حتچپسوت (۱۴۵۸–۱۴۷۹ پ. م) نامدار است.
جدای از وجود چندین فرعون نامدار در این دودمان، کشف آرامگاه توتانخ‌آمون در سال ۱۹۲۲ توسط هاوارد کارتر هیجان بزرگی در میان مردم و رسانه‌ها دربارهٔ پادشاهی مصر باستان ایجاد کرد. این دوره همچنین گاه با نام دودمان توتموسی خوانده می‌شود چرا که چهار فرعون در آن نام توتموس (به معنای «فرزند توت») بر خود گذاشتند.
دودمان هجدهم اغلب به همراه دودمان‌های نوزدهم و بیستم زیر عنوان پادشاهی نوین مصر طبقه‌بندی می‌شوند.

## تاریخ‌سنجی
زمان‌سنجی با کربن پیشنهاد می‌دهد که دودمان هجدهم اندک چند سالی پیشتر از تاریخ سنتی تعیین شده برای آن (۱۵۵۰ پ. م) آغاز شده. دوره زمانی تعیین شده توسط این روش سال‌های ۱۵۴۴–۱۵۷۰ پ.م. است با میانگینی برابر سال ۱۵۵۷ پیش از میلاد.

## شاهان
فرعون‌های دودمان هجدهم برای نزدیک به دویست و پنجاه سال پادشاهی کردند. نام و اطلاعات این فرمانروایان در جدول زیر آمده‌است. بسیاری از این شاهان در دره پادشاهان در تبس به خاک سپرده شدند.
| فرعون       | نام هوروسی       | دوران (پ. م) | آرامگاه        | همسر(ان)                                                    |
| ----------- | ---------------- | ------------ | -------------- | ----------------------------------------------------------- |
| اهمسه یکم   | نِب‌پِهتیرع         | ۱۵۴۹–۱۵۲۴    |                | اهمسه نفرتاری اهمسه هنوت‌تامهو اهمسه سیت‌کاموسه               |
| آمنهوتپ یکم | چِسِرکارَع          | ۱۵۲۴–۱۵۰۳    | کی‌وی۳۹؟        | اهمسه مریت‌آمون                                              |
| توتمس یکم   | آخه‌پِرکارع        | ۱۵۰۳–۱۴۹۳    | کی‌وی۲۰، کی‌وی۳۸ | اهمسه موت‌نوفرت                                              |
| توتمس دوم   | آخه‌پِرِن‌رَع         | ۱۴۹۳–۱۴۷۹    | کی‌وی۴۲؟        | حتچپسوت ایزیس                                               |
| حتچپسوت     | معات‌کارع         | ۱۴۷۹–۱۴۵۸    | کی‌وی۲۰         |                                                             |
| توتمس سوم   | مِن‌خِپِررع          | ۱۴۷۹–۱۴۲۴    | کی‌وی۳۴         | ساتیه مریت‌رع حتچپسوت نبتو مِنهِت، مِنوی، و مِرتی                |
| آمنهوتپ دوم | آخه‌پِرورع         | ۱۴۲۴–۱۳۹۸    | کی‌وی۳۵         | تیعا                                                        |
| توتمس چهارم | مِن‌خِپِرورع         | ۱۳۹۸–۱۳۸۸    | کی‌وی۴۳         | نفرتاری ایارت موتم‌ویا دختر آرتاتاما یکم از پادشاهی میتانی   |
| آمنهوتپ سوم | نِب‌مَعات‌رع         | ۱۳۸۸–۱۳۵۰    | کی‌وی۲۲         | ملکه تیه گیلوخیپا از میتانی تادوخیپا از میتانی سیت‌آمون ایست |
| آخناتون     | نِفِرکِپرورع واعِن‌رع | ۱۳۵۱–۱۳۳۴    | تی‌ای۲۶         | نفرتیتی کیا تادوخیپا دختر توشرات‌تا از میتانی                |
| اسمنخ‌کارع   | آنخ‌خِپِرورع        | ۱۳۳۵–۱۳۳۳    |                | مریتاتن                                                     |
| توت‌عنخ‌آمون  | نِب‌خِپِرورع         | ۱۳۳۳–۱۳۲۳    | کی‌وی۶۲         | آنخسن‌آمون                                                   |
| آیی         | خِپِر خِپِرورع       | ۱۳۲۳–۱۳۱۹    | کی‌وی۲۳         | آنخسن‌آمون ته‌یی                                              |
| هرمهب       | چِسِرخِپِرورع سِتِپِن‌رع | ۱۳۱۹–۱۲۹۲    | کی‌وی۵۷         | موت‌نِچمِت                                                     |

## نگارخانه

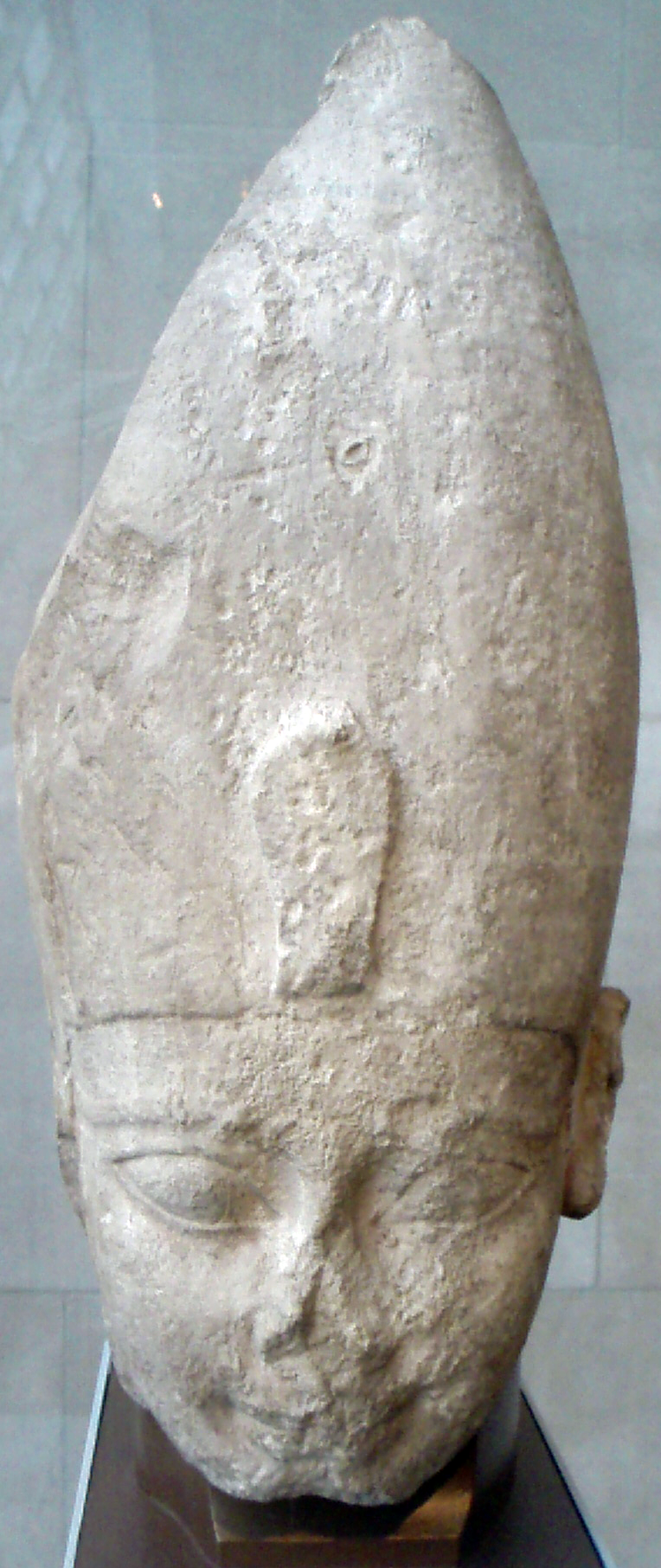
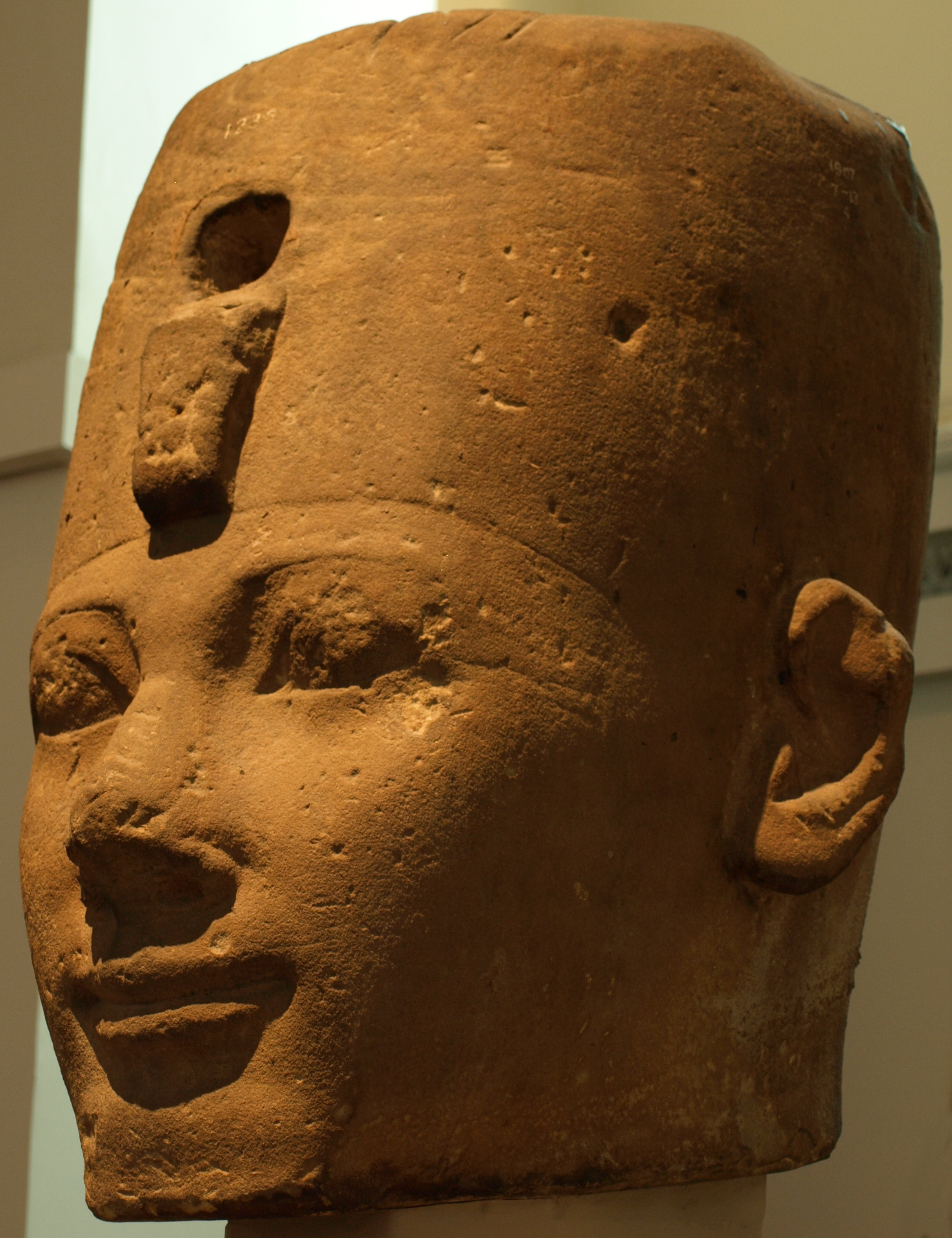
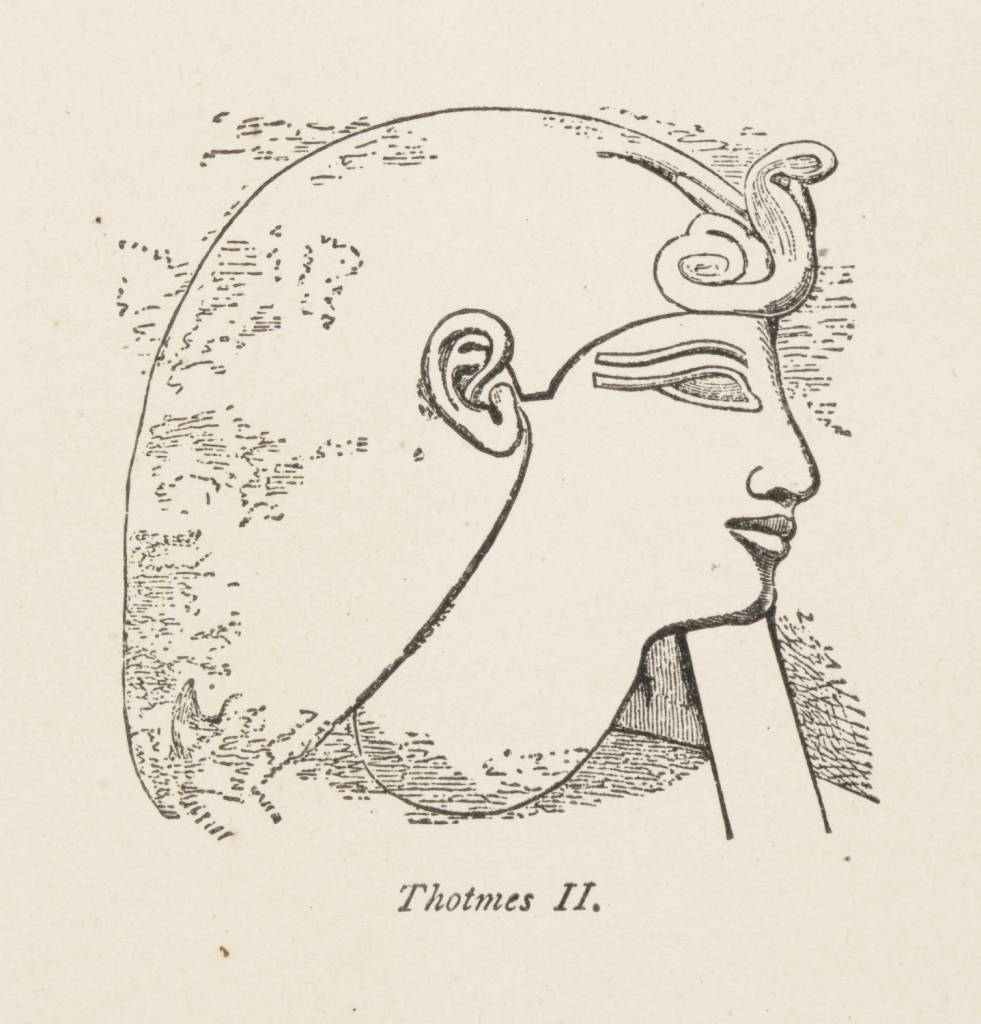
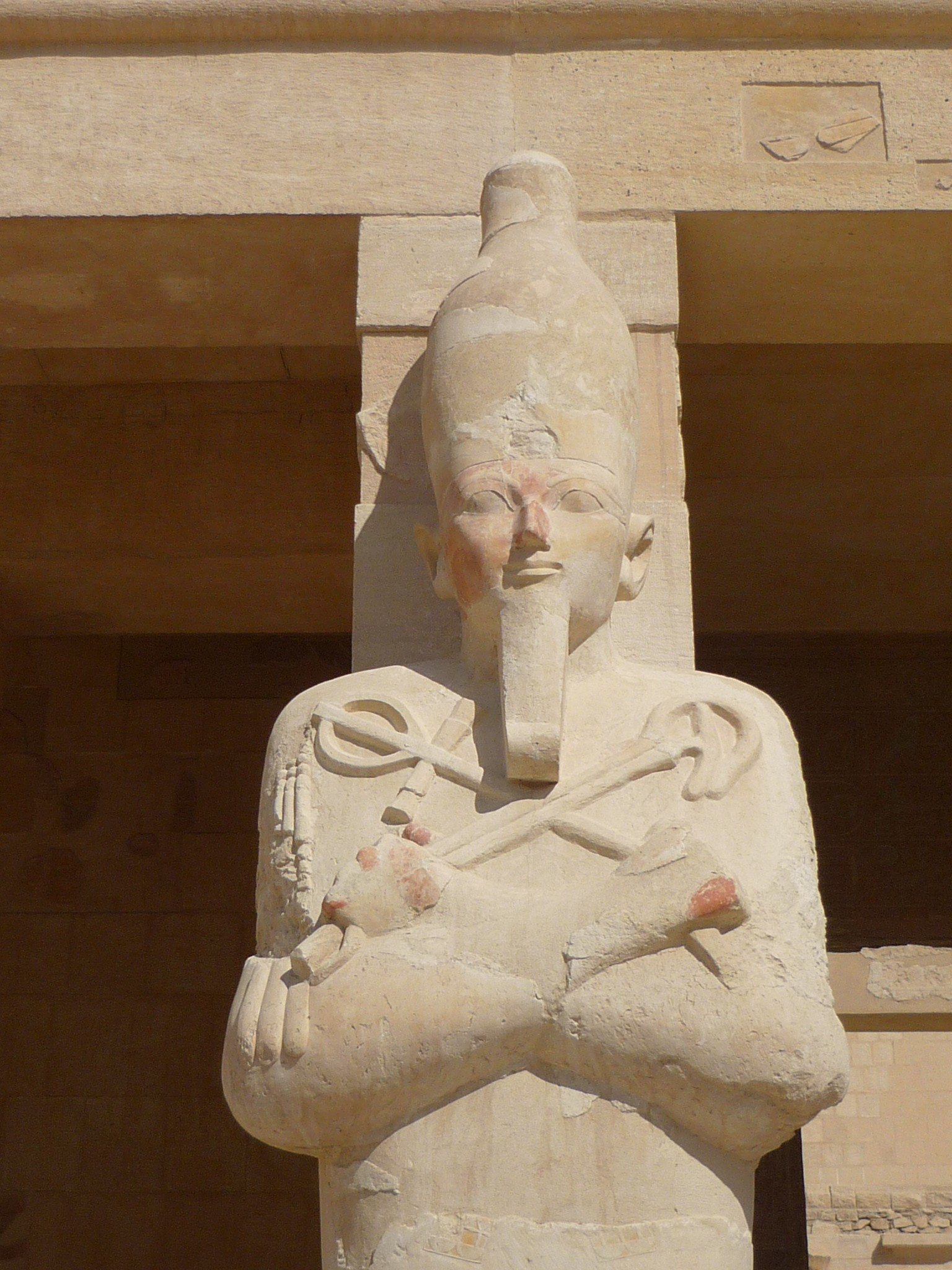
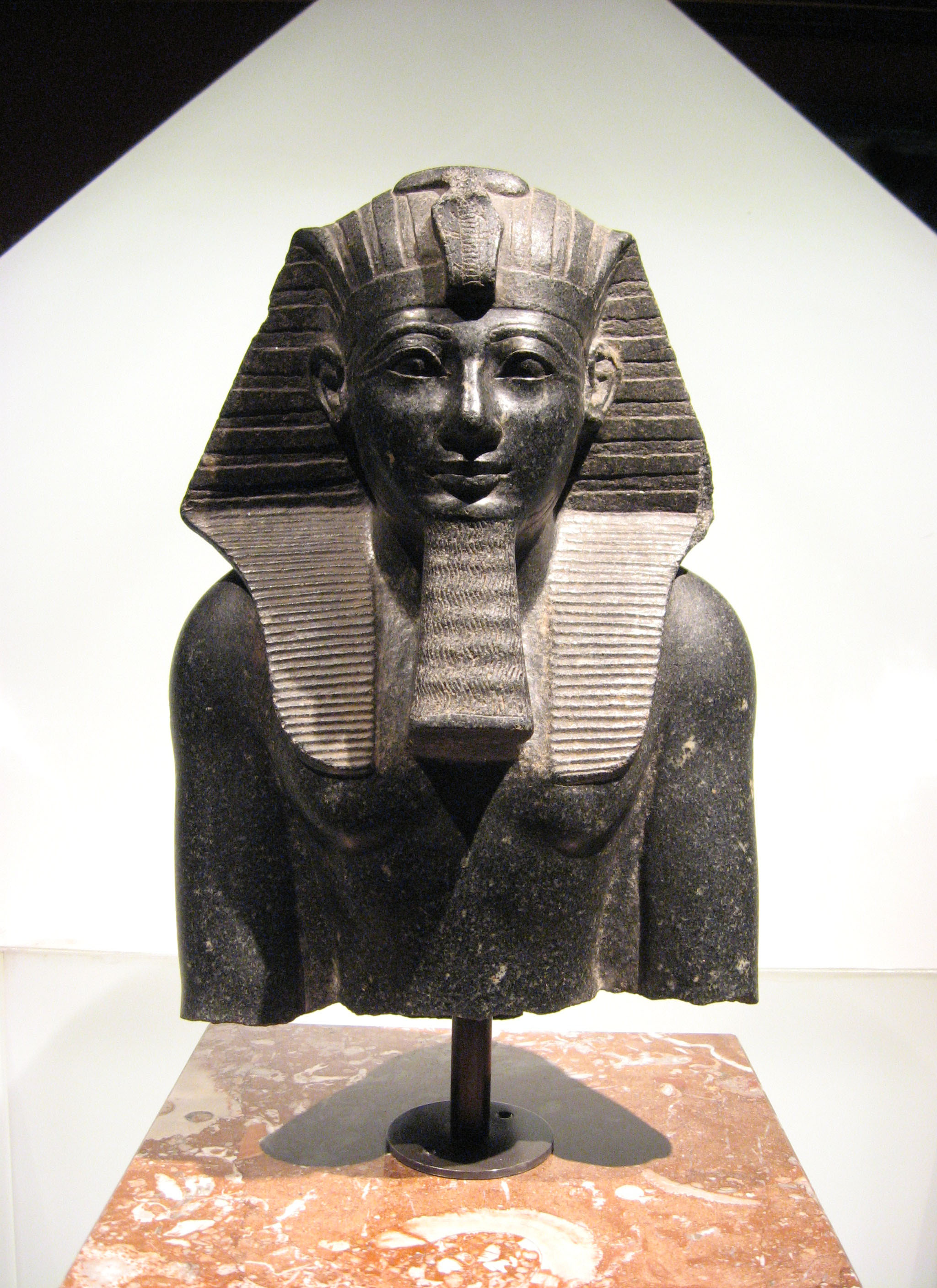
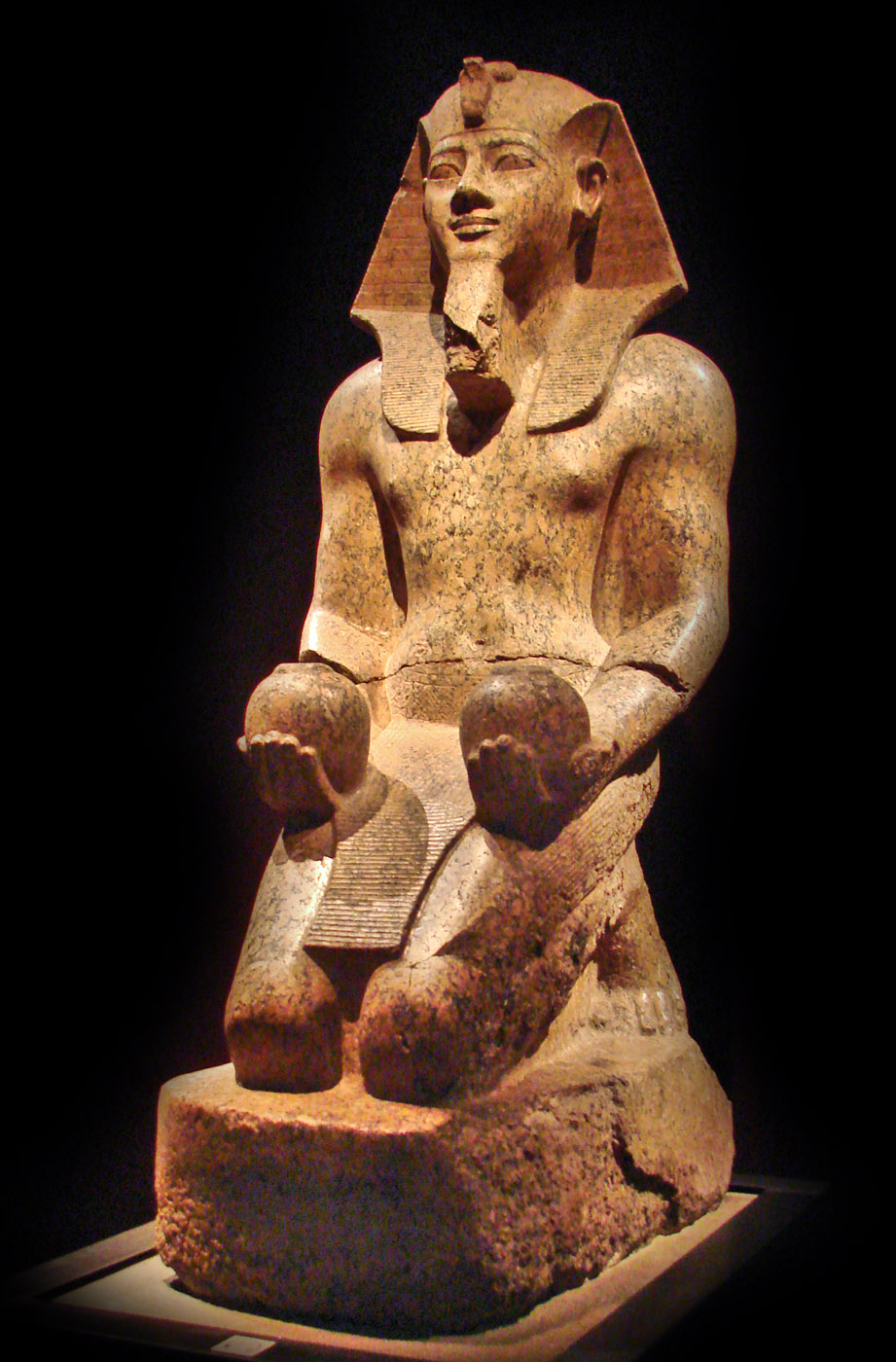
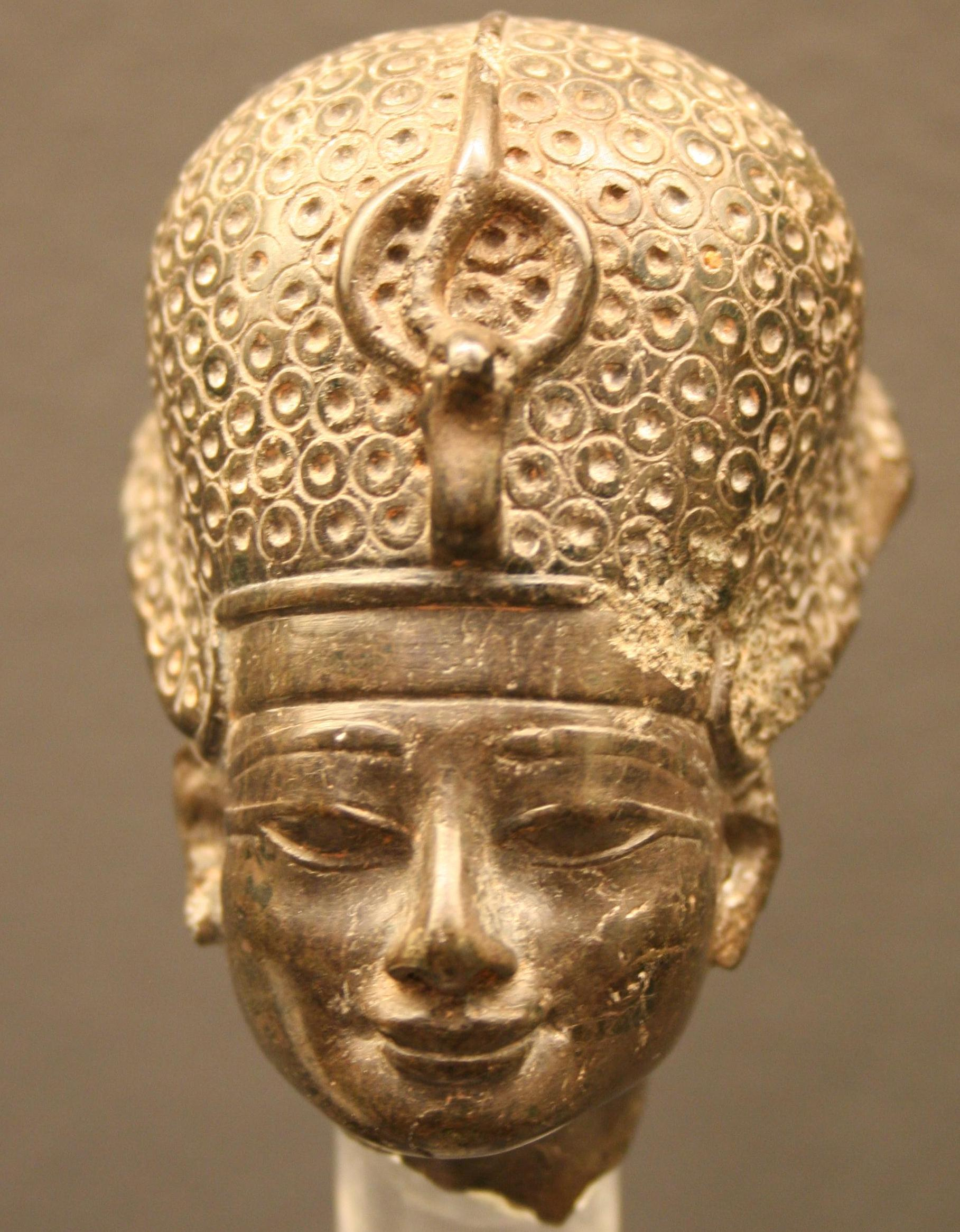
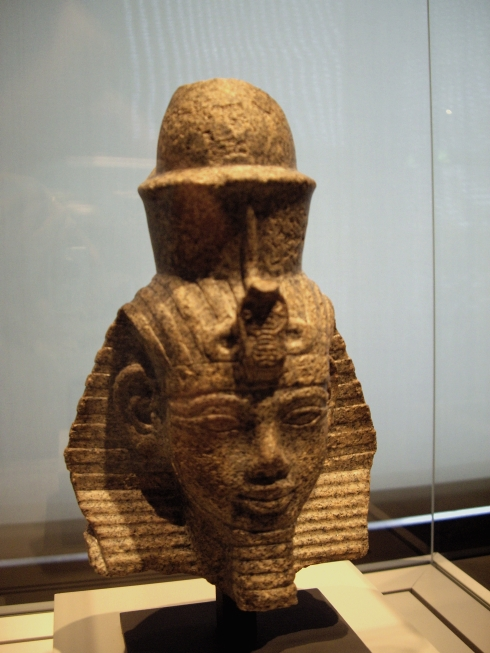
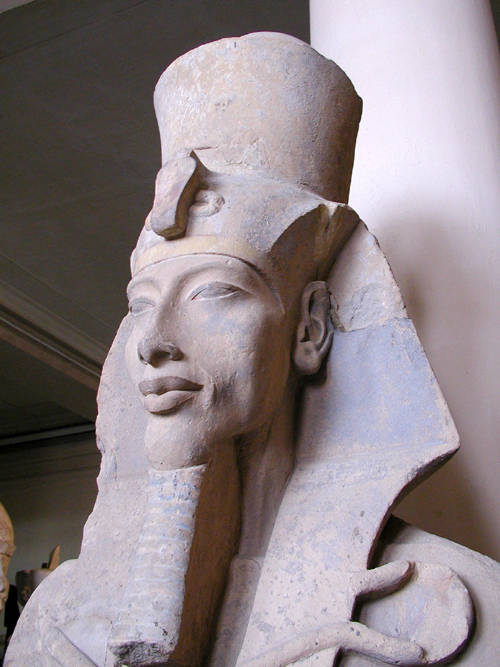
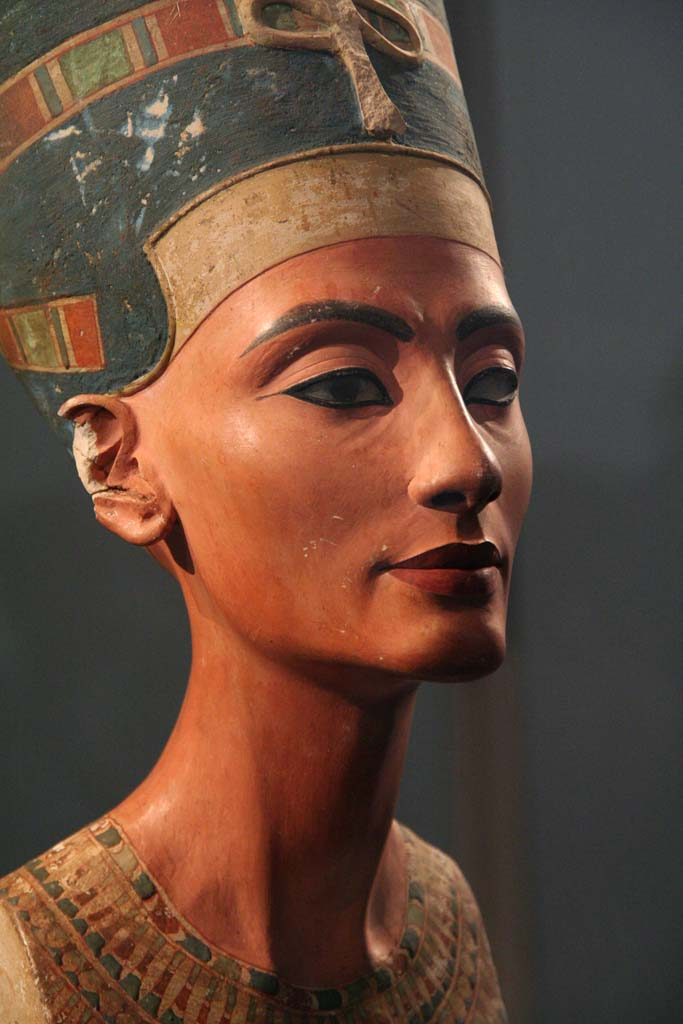
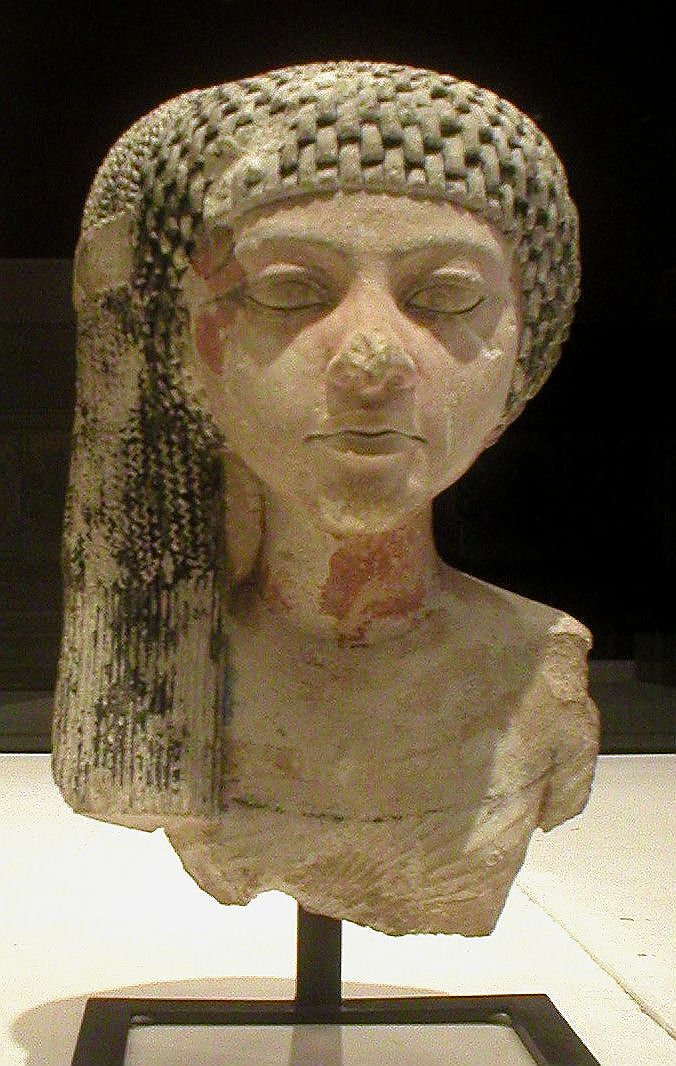
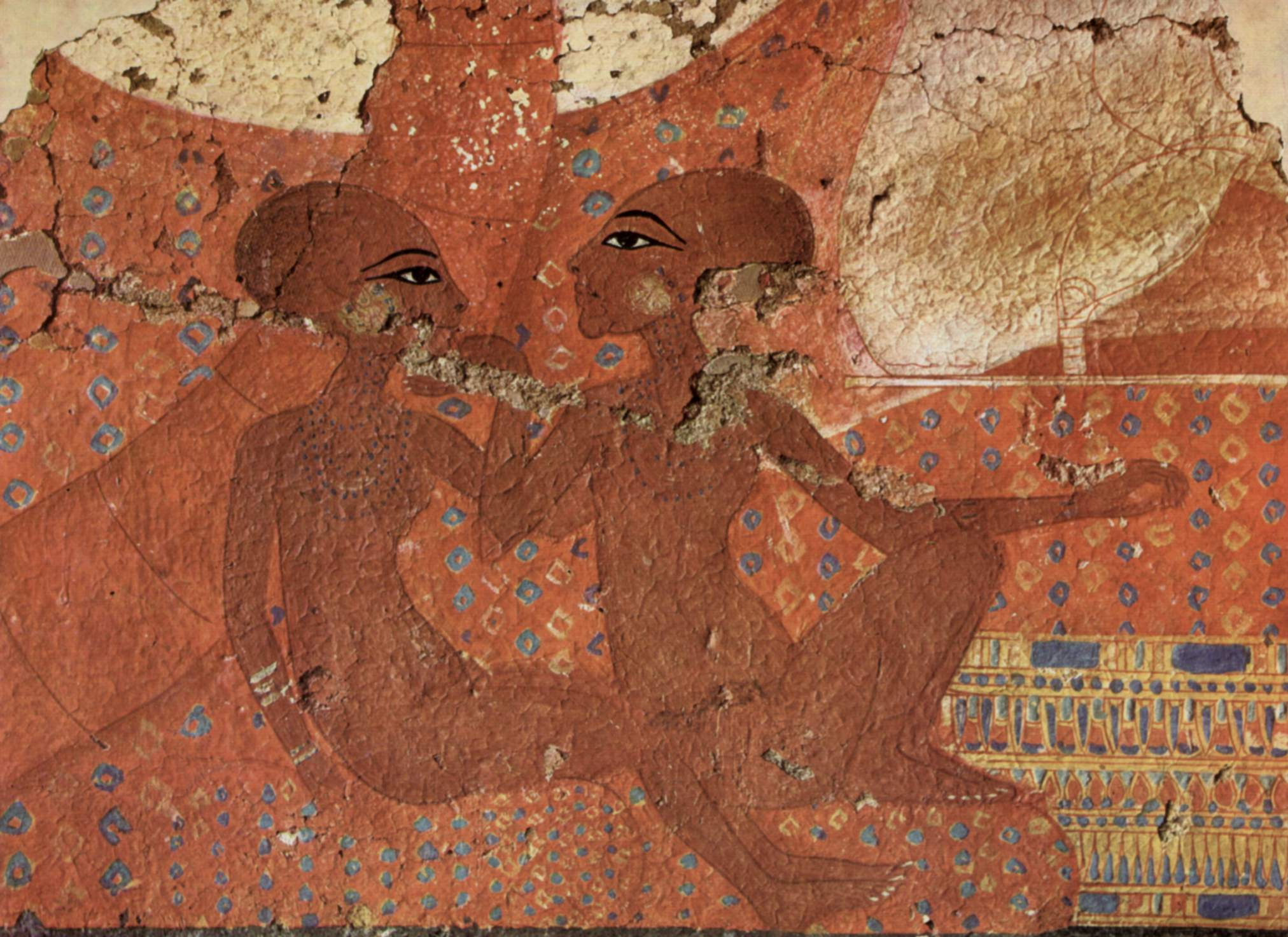
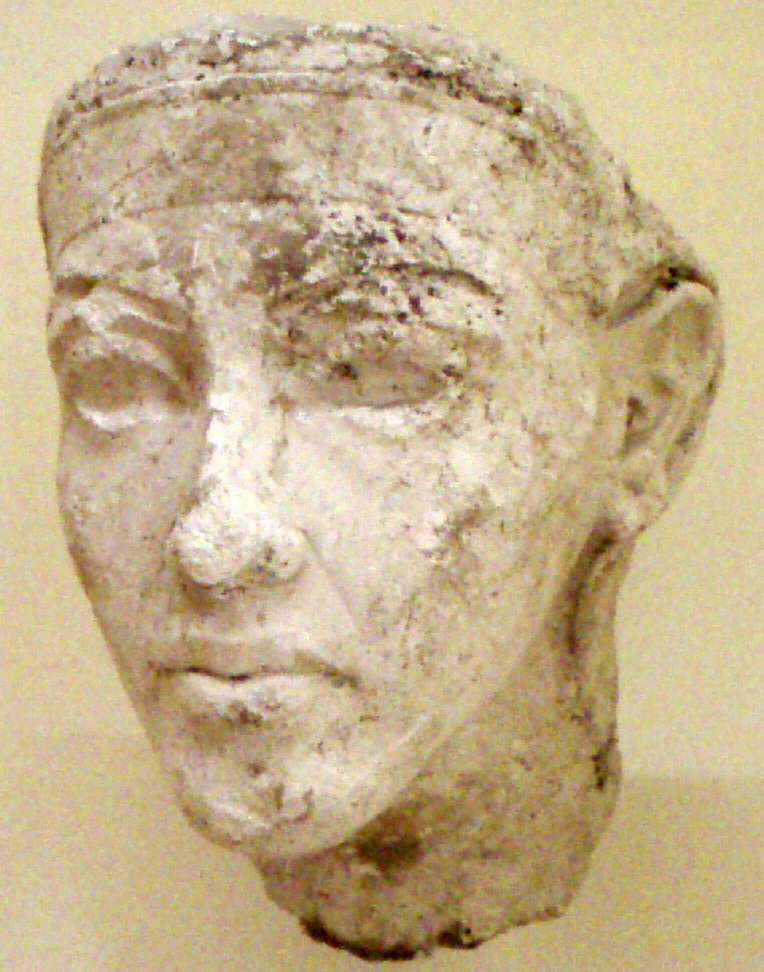
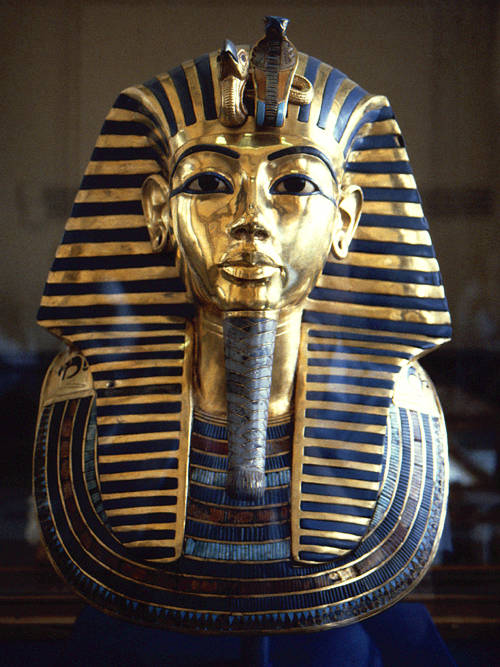
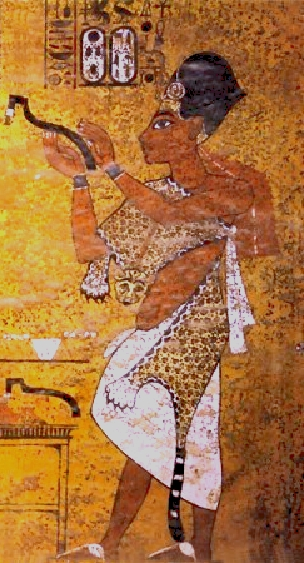
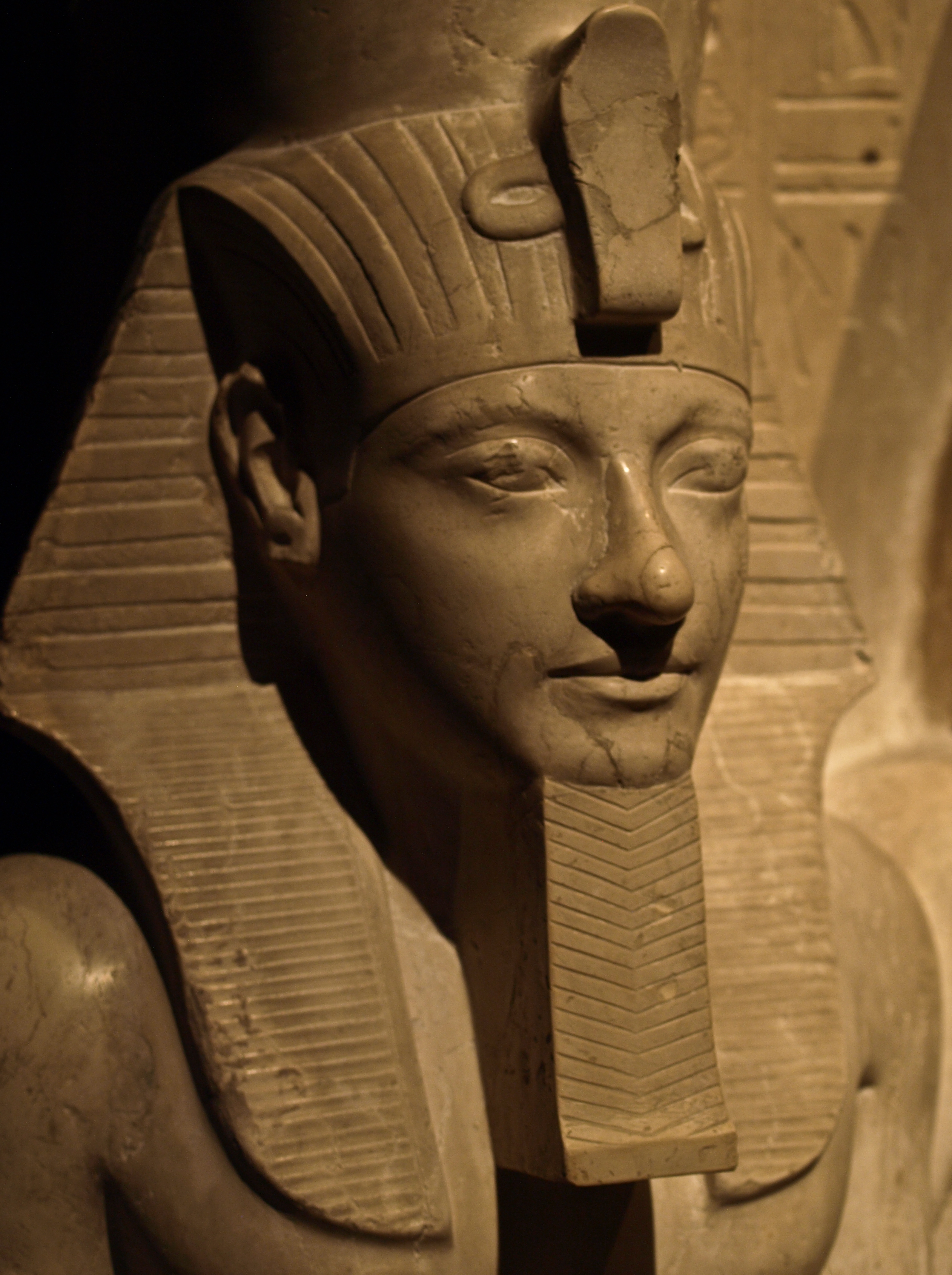